# Hydroflügel
Bei Hydroflügeln handelt es sich um Tragflügel von Wasserfahrzeugen (insbesondere von Tragflügelbooten, selten auch von Wasserflugzeugen). 
Durch die Tragflügel wird das Fahrzeug während der Fahrt aus dem Wasser gehoben. Da sich nur ein kleiner Teil des Fahrzeugs unterhalb der Wasseroberfläche befindet, wird die Verdrängung und der Reibungswiderstand erheblich reduziert.
Zu den seltenen Wasserflugzeugen mit Hydroflügeln zählt die Piaggio P.7. 
Für normale Gleitboote mit Außenbordmotor werden kleine Hydroflügel zum Nachrüsten angeboten, die direkt am Außenbordmotor befestigt werden. Sie sollen das Heck schneller aus dem Wasser heben, um so die Geschwindigkeit des Angleitens zu verringern und das Boot insgesamt weiter aus dem Wasser heben, um den Reibungswiderstand zu verringern. Zusätzlich sind an diesen Flügeln meist Finnen angebracht, die den Geradeauslauf verbessern sollen.